# Oisy (Nord)
Oisy – miejscowość i gmina we Francji, w regionie Hauts-de-France, w departamencie Nord.
Według danych na rok 1990 gminę zamieszkiwały 462 osoby, a gęstość zaludnienia wynosiła 180 osób/km² (wśród 1549 gmin regionu Nord-Pas-de-Calais Oisy plasuje się na 807. miejscu pod względem liczby ludności, natomiast pod względem powierzchni na miejscu 871.).